# Anarhizem v Španiji
Anarhizem v Španiji: anarhizem je v Španijo prvič prodrl leta 1868. Tedaj je Mihail Bakunin, eden izmed prvakov prve internacionale, poslal v Madrid svojega odposlanca Giuseppeja Fanellija. Anarhizem se je spričo obljub po boljši bodočnosti in skladju s težnjami kmečkega in delavskega prebivalstva hitro razširil zlasti v južnem delu Španije, z Barcelono kot pomembno trdnjavo anarhizma. 

## Zgodovina
Kot poroča Hugh Thomas, britanski zgodovinar, se je anarhizem začel razširjati navkljub dejstvu, da Giuseppe Fanelli ni znal špansko. »Od njegovih španskih poslušalcev, ki so bili večinoma črkostavci, ga je razumel komaj vsak deseti, a vseeno je njegovo predavanje užgalo,« piše Thomas. Že leta 1873 je imel Bakunin v Španiji 50.000 gorečih pristašev, ki so se zaradi svoje pripadnosti prvi internacionali imenovali »internacionalisti«. 
Thomas nadalje ugotavlja, da je uspeh deloma pripisati dejstvu, da se je mnogim Špancem spričo moderne države tožilo po srednjeveški preprostosti, ko so se vaške skupnosti in razne province upravljale same, brez posegov od zgoraj in od zunaj. Španski anarhisti so si veliko sposodili tudi pri Cerkvi, saj je tudi španska duhovščina priporočala nekakšno komunalno skupnost in grajalo pridobitništvo. Tako je mogoče interpretirati, da se je mnogim Špancem anarhistični nauk zdel nadaljevanje stare vere in se je med njimi tudi širil kot religija.
Najbolj številni pripadniki anarhizma na začetku so prihajali iz vrst stavcev, učiteljev in študenti, najbolj pa se je razširil med kmečkim prebivalstvom Andaluzije in sploh španskega juga, kjer je bila skoraj vsa zemlja v rokah veleposestnikov. Iz Andaluzije je zamisel anarhizma preskočila v druge province, zlasti v Barcelono, kamor so delavci iz Andaluzije prihajali po zaslužek. Barcelona, že tedaj milijonsko mesto, je hitro postala ena izmed glavnih trdnjav anarhizma. 
Prva preizkušnja Bakuninovih zamisli v Španiji je bila velika stavka v Alcoyu leta 1873, ko je peščica anarhistov osvojila mestece.

## Organiziranost
Za španske anarhiste velja, da so bili zelo dobro disciplinirani. Oblastništva pa niso hoteli prenašati, tudi ne v lastnih vrstah, zato je bila organizacijska povezanost vselej ohlapna. Družila jih je predanost ideji in ne ukazi od zgoraj.
Šele leta 1911 so ustanovili sindikalno zvezo CNT (Confederación Nacional del Trabajo), ki naj bi povezovala različna anarhistična združenja, raztresena po vsej Španiji. Ob koncu prve svetovne vojne je imela CNT približno 800.000 članov. Zvezo sta sestavljali dve veliki skupini:
- Prva so bili tovarniški delavci po večjih mestih, zlasti v Barceloni. Njihov cilj je bila vertikalna družbena ureditev, v kateri je vsaka tovarna kolektiv, ki naj bi svoja življenjska vprašanja reševal sporazumno z drugimi kolektivi.
- Druga velika skupina so bili anarhisti na podeželju, ki so imeli pred očmi lastni pueblo (vas ali mestece, prav taki pomeni ljudstvo).

Anarhisti so se razlikovali po svojem radikalizmu. Tudi tukaj lahko navedemo dve veliki skupini. Prva se je zavzemala za končni cilj in čim hitrejšo popolno socialno revolucijo, druga je končni cilj postavljala v prihodnost in je skušala s sindikalnim bojem izbojevati delavcem olajšave. 
Najbolj bojeviti španski anarhisti so tudi zavoljo teh razlik julija 1927 v Valenciji ustanovili lastno združenje FAI (Federación Anarquista Ibérica). Skrbela naj bi za čistost anarhistične misli in obenem v množični sindikalni zvezi CNT igrala vlogo avantgarde. V času Primove diktature je delovala iz podzemlja, pa tudi v času republike je nastopala samo na pol javno. Koliko članov je imela, ni znano, domnevajo pa, da je borbeno jedro španskega anarhizma leta 1931 štelo okrog 200.000 pripadnikov, medtem ko je imel anarhistični sindikat CNT približno poldrugi milijon članov.

## Konkretna dejanja
Španski anarhizem se je sicer širil prek propagandnega gradiva, vendar pa predvsem prek propagandnih dejanj. Mednje so sodili atentati, namenjeni vlivanju strahu vsem oblastnikom. V dveh desetletjih naj bi ubili tri ministrske predsednike, večkrat so poskušali ubiti tudi kralja Alfonza, prvič leta 1906 na njegov poročni dan.
Prvak španskih anarhistov v tridesetih letih je bil José García Oliver, katerega cilj je bil »iztrebiti zver v človeku« in ki je moral zaradi domnevnih nasilstev in ubojev več let presedeti v zaporu. Med vodilnimi španskimi anarhisti sta pred špansko državljansko vojno izstopala še Buenaventura Durruti in Francisco Ascaso. Skupaj sta med drugim skušala ubiti kralja Alfonza ob njegovem obisku v Parizu, leta 1923 naj bi ubila saragoškega nadškofa, leto kasneje pa sta izvedla znameniti napad na banko v Gijonu. Pobegnila sta iz domovine, se potikala po Južni Ameriki in v Parizu nekaj časa vodila majhno anarhistično knjigarno. Durrutija so štiri države obsodile na smrt. Hugh Thomas ocenjuje, da »Durruti in njegovi pomočniki niso bili navadni kriminalci, temveč so bili sanjači in silaški zanesenjaki«.